# 小行星7719
小行星7719（英語：7719）是一颗围绕太阳公转的小行星。1997年4月7日，林肯近地小行星研究小组在索科罗发现了此天体。
这颗小行星的绝对星等为255.6682643600171等。